# Лидсский университет
Лидсский университет или Университет Лидса (англ. University of Leeds) — один из крупнейших университетов Великобритании, около 7500 постоянных сотрудников и 35 тыс. очных студентов. Он входит в первую десятку британских университетов как по объёму научно-исследовательской работы, так и по количеству студентов. Также входит в группу «университетов из красного кирпича» и в группу Рассел. Кампус университета расположен непосредственно рядом с центром Лидса.

## История
Создание университета тесно связано с развитием Лидса как центра текстильного и промышленного производства в Викторианскую эпоху. До XIX века в Англии существовало четыре университета: в Оксфорде, Кембридже, Лондоне и Дареме. Помимо географических ограничений эти университеты были открыты лишь членам англиканской церкви. В ответ в Лидсе, а также Бирмингеме, Ливерпуле и Манчестере появились высшие заведения, расположенные в индустриальных районах и свободные от конфессиональных ограничений.
В 1831 году в Лидсе была открыта Школа медицины. Затем в 1874 году появился Йоркширский научный колледж, в котором преподавались экспериментальная физика, математика, геология, горное дело, химия, включая химию красителей (предмет значимый для центра текстильного производства). В 1887 году Колледж был объединен со Школой Медицины. В следующем (1888) году Йорширский колледж присоединился к федеральному университету Королевы Виктории совместно с подобными заведениями в Ливерпуле и Манчестере. В 1904 году по указу короля Эдуарда VIII отделение в Лидсе было преобразовано в собственно Лидсский университет.

## Современный статус
В настоящее время Лидсский университет является одним из лучших учебных заведений в Великобритании, лидирующим в таких областях как электроника, производство продуктов питания, городское планирование и транспорт, химия красителей, преподавание английского и иностранных языков.

## Известные преподаватели и выпускники
В Лидсском университете преподавали Вильям Брэгг, Джон Толкин, Джеффри Хилл. Среди выпускников Джефф Хун (министр обороны), Родерик Лайн (британский посол в Москве), Марк Нопфлер (гитарист), Джек Стро (министр иностранных дел), Воле Шойинка (Нобелевский лауреат по литературе), Пирс Селлерс (астронавт), Ханна Нью (актриса), Оливер Хьюз (Председатель Правления, член Совета директоров Тинькофф Банк), Стив Чимомбо (малавийский писатель, поэт, редактор, драматург и учитель).
В настоящее время там работают, в частности, известный социолог, профессор З. Бауман, профессор философии Питер Саймонс, искусствовед и культуролог Гризельда Поллок.